# Casas del Puerto de Villatoro
Casas del Puerto de Villatoro település Spanyolországban, Ávila tartományban. Casas del Puerto de Villatoro Navacepedilla de Corneja, Bonilla de la Sierra, Villatoro és Villafranca de la Sierra községekkel határos. Lakosainak száma 83 fő (2024).

## Népesség
A település népessége az utóbbi években az alábbiak szerint változott:
| Lakosok száma | 93   | 110  | 106  | 118  | 112  | 101  | 98   | 89   | 83   | 83   |
|               | 2001 | 2004 | 2006 | 2009 | 2011 | 2014 | 2016 | 2019 | 2021 | 2024 |